# Idiocera kashongensis
Idiocera kashongensis är en tvåvingeart som först beskrevs av Alexander 1968.  Idiocera kashongensis ingår i släktet Idiocera och familjen småharkrankar. Inga underarter finns listade i Catalogue of Life.